# Skotské korunovační klenoty

Korunovační klenoty zobrazené v klenotu skotského znaku.

Skotské korunovační klenoty (anglicky: Honours of Scotland) jsou regálie užívané roky 1453 a 1651 při korunovaci skotských králů a jiných významných státních příležitostech. Soubor korunovačních klenotů je díky původu z patnáctého století nejstarším na britských ostrovech. Jelikož po roce 1603 panovník trvale sídlil mimo Skotsko, tak slouží korunovační klenoty jako reprezentace panovníka při zasedání parlamentu. Korunovační klenoty jsou zobrazeny na skotském královském znaku a skotské variantě britského státního znaku.
Soubor korunovačných klenotů sestává z následujících předmětů:
- Skotská královská koruna
- Žezlo
- Státní meč

## Dějiny

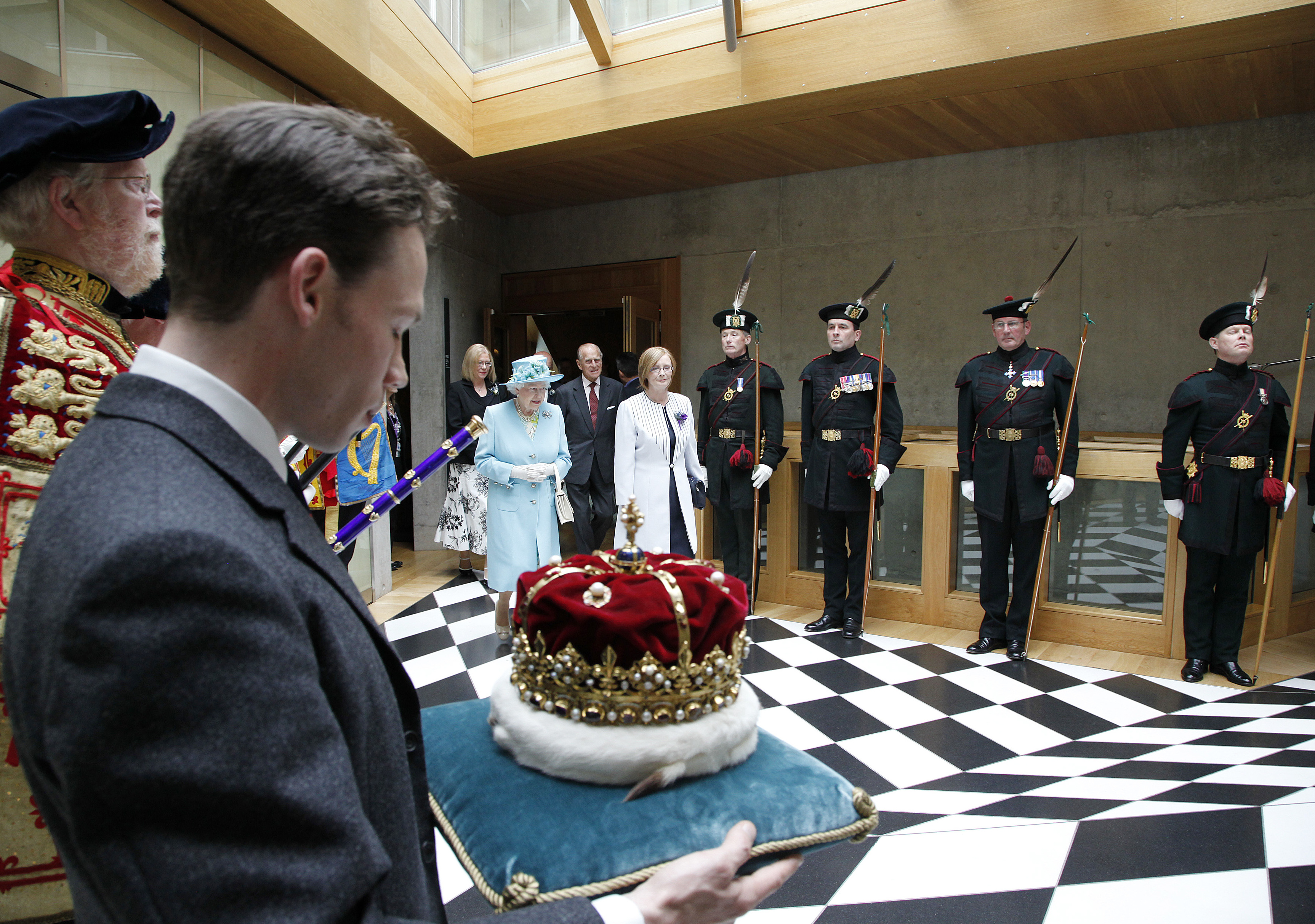
Královská koruna nesená před královnou Alžbětou II. vévodou z Hamiltonu při zahajovacím zasedání skotského parlamentu v roce 2011.

Nejstarší částí korunovačních klenotů je žezlo, které dostal darem Jakub IV. od papeže Alexandra VI. v roce 1494. Jeho nástupce papež Julius II. daroval v roce 1507 králi státní meč. Královskou korunu nařídil zhotovit Jakub V. v roce 1540 edinburskému zlatníkovi Johnu Mosmanovi, pravděpodobně ze starší koruny. Jakub V. poté nesl korunu během korunovace jeho manželky ještě téhož roku v holyroodském opatství.
První panovníkem korunovaným klenoty byla Marie Stuartovna v roce 1543. Poslední skotská královská korunovace proběhla v roce 1651, kdy byl korunován Karel II. Karel II. nechal po své korunovaci klenoty uschovat, aby nebyly během občanské války zničeny, tak jako se to stalo s klenoty anglickými. Jeho nástupci byli korunováni pouze jako angličtí králové ve westminsterském opatství v Londýně. Za vlády jeho neteře Anny Stuartovny došlo ke sjednocení Anglie a Skotska (a jejich parlamentů) a korunovační klenoty byly uschovány v truhle na Edinburském hradě.
Klenoty tak upadaly v zapomnění, než byly v únoru roku 1818 objeveny. Od roku 1819 jsou klenoty vystaveny v Korunní komnatě Edinburského hradu, odkud jsou přesunuty jen při vzácných příležitostech, např. návštěva Skotska králem Jiřím IV. v roce 1822. Během druhé světové války byly klenoty ukryty z obavy aby nedošlo při případné německé invazi k jejich zničení nebo ztrátě. Z válečné úschovy byly klenoty vráceny zpět v roce 1953 při příležitosti první návštěvy nově korunované královny Alžběty II. ve Skotsku. Klenoty byly také přítomny na prvním zasedání autonomního skotského parlamentu v květnu 1999 a při otevření nové parlamentní budovy v říjnu 2004.
O roku 1996 je společně s klenoty součástí sbírky v Korunní komnatě Ediburského hradu i korunovační Kámen ze Scone, který byl roku 1296 ukořistěn Angličany a používán při korunovaci anglických králů.